# 青田顕治
青田 顕治（あおた あきはる）は、戦国時代の武将。相馬氏の家臣。陸奥国黒木城代。

## 略歴
大永5年（1525年）、白戸館の戦いで兄の常義が戦死したため家督を継いだ。
天文12年（1543年）、黒木氏一族を誅殺するも木幡盛清と対立し、主君の盛胤に讒言したのちに草野直清と結んで謀反を起こした。
永禄6年（1563年）には伊達晴宗に呼応して再び直清と謀反を起こした。盛胤は直ちに出陣し黒木城を攻撃。これに耐えきれず戦死したとも、田村清顕のもとに次男の胤治と共に落ち延びたともされる。